# Kanton Saint-Étienne-Nord-Ouest-2
Kanton Saint-Étienne-Nord-Ouest-2 (francouzsky Canton de Saint-Étienne-Nord-Ouest-2) je francouzský kanton v departementu Loire v regionu Rhône-Alpes. Tvoří ho severozápadní část města Saint-Étienne a obce Roche-la-Molière a Saint-Genest-Lerpt.